# Réseau européen d’information et documentation sur l’Amérique latine
Le Réseau européen d’information et documentation sur l’Amérique latine (REDIAL, en espagnol: Red Europea de Información y Documentación sobre América Latina, en portugais: Rede Europeia de Documentação e Informação sobre a América Latina) est une association de  bibliothèques et centres de documentation européens sur l’Amérique latine en Allemagne, Espagne, France, Pays-Bas, Royaume-Uni, Russie, et Suède. REDIAL est un réseau d'information qui permet de développer la communication, la coopération et l’échange d’information entre chercheurs, bibliothécaires et documentalistes travaillant dans le domaine des sciences humaines et sociales latino-américaines en Europe. REDIAL est une association européenne à but non lucratif, à caractère international, dont les statuts sont soumis à la législation belge. Sa structure organisationnelle est formée d’un comité exécutif, composé des coordinateurs nationaux désignés par les institutions membres de chaque pays, et d’une assemblée générale des adhérents. 

## Publications
- Le blog REDIAL & CEISAL Portal Americanista Europeo rassemble les nouveautés des différents centres latino-américanistes européens
- L'Anuario Americanista Europeo est une revue scientifique publiée de 2003 à 2014, centrée sur la recherche et la documentation américanistes européennes. Son objectif est de présenter les résultats des recherches menées en sciences humaines et sociales, et réflexions ou états de l'art sur les études latino américanistes en Europe. Chaque numéro porte sur un champ thématique incluant également une rubrique sur les sources, fonds et collections. Sa périodicité est annuelle. Depuis 2009, la revue est exclusivement électronique.

## Organismes membres en France
- Centre d'Étude des Relations entre l'Union européenne et l'Amérique latine (CERCAL). Université libre de Bruxelles
- Groupe de Recherches Interdisciplinaires sur Amérique Latine (GRIAL). Université catholique de Louvain
- Bibliothèque de Documentation Internationale Contemporaine (BDIC). Nanterre
- Cadist Ibéro-Américain et Afrique lusophone. Université Michel de Montaigne - Bordeaux 3
- Centre de documentation sur l’Amérique latine (CEDOCAL). Université de Toulouse 2-Le Mirail
- Centre pour la Sauvegarde de la Mémoire Populaire (CESAME). Paris
- Équipe de recherche d'ethnologie amérindienne (EREA/CNRS). Villejuif
- Centre d'Information Scientifique et Technique REGARDS (CIST REGARDS). UMR Passages CNRS. Bordeaux-Pessac
- Centre de recherche et de documentation de l'Amérique latine (CREDAL). Paris
- Institut des hautes études de l’Amérique latine (IHEAL). Paris
- Institut des Amériques (IDA). Toulouse

## Histoire
En 1988, à l'initiative du Centre national de la recherche scientifique (CNRS), des latino-américanistes et des centres d’information scientifique et de recherche européens organisèrent, dans le cadre du 46e Congrès International des Américanistes d'Amsterdam, le Symposium «Les Systèmes d’Information en Sciences Humaines et Sociales sur l’Amérique latine en Europe : état des lieux pour une coopération européenne».
Pour poursuivre le projet amorcé au cours du Symposium, il fut décidé de constituer un réseau européen ayant pour objectif de s’engager à créer des instruments de travail collectifs en matière de documentation, pour échanger l’information produite en Europe sur l’Amérique latine.
Une rencontre européenne connue comme « la réunion de Madrid » s’est tenue les 6-7 mars 1989 au siège du CSIC pour formaliser et mettre en pratique les principes définis à Amsterdam. 35 institutions européennes d’étude, de recherche et de documentation sur l’Amérique Latine répondirent à la convocation. Il fut établi un plan d’action visant la mise en œuvre d’une association internationale qui garantirait la continuité des travaux et la réalisation des objectifs. Un Comité coordinateur provisoire fut nommé avec la mission d’élaborer une proposition de statuts.
L’assemblée constituante de REDIAL eut lieu en France (à Bordeaux - Talence et Saint-Émilion) les 30 novembre, 1er et 2 décembre 1989. Se constituèrent alors comme membres fondateurs 35 centres de recherche, bibliothèques, centres de documentation, ONG et associations spécialisées sur l’Amérique Latine en Allemagne, Autriche, Belgique, Espagne, France, Pays-Bas et Royaume-Uni. 
Le REDIAL est une Association Internationale Sans But Lucratif.